# Amâncio (presidente)
Amâncio (em latim: Amantius) foi um oficial romano do século IV, ativo durante o reinado conjunto dos imperadores Constantino (r. 306–337), Galério (r. 293–311), Maximiano (r. 285-308; 310), Maximino Daia (r. 305–313) e Licínio (r. 308–324). Foi mencionado numa inscrição de Savária como presidente da Panônia Prima para ca. 308.